# Dobrogoszcz (jezioro)
Dobrogoszcz (kaszb. Jezoro Dobrogòsczé) – jezioro wytopiskowe położone na Pojezierzu Kaszubskim (powiat kościerski, województwo pomorskie) na wysokości 188,1 m n.p.m. w odległości 3 km od Kościerzyny.
Powierzchnia całkowita: 53,3 ha, głębokość maksymalna: 6,6 m.